# Hedysarum shanense
Hedysarum shanense là một loài thực vật có hoa trong họ Đậu. Loài này được L.R. Xu & B.H. Choi mô tả khoa học đầu tiên năm 2010.